# Kreker
Kreker je vrsta prehrambenog proizvoda, srodnog keksu.
Dobiva ga se tako što se tijesto svojstvene lisnato/hrskave strukture peče.
U konačnom obliku, mora sadržavati najmanje 10% masnoće, a mjereno prema gotovom proizvodu, smije sadržavati najviše 5% vode.